# 瓦努阿圖國家足球隊
萬那杜國家足球隊是萬那杜的足球代表隊，並由瓦努阿圖足球總會所管轄。於1980年前，萬那杜國家足球隊於1980年前稱為新赫布里底群島國家足球隊。直至現在，兩者共參與過8次的大洋洲國家盃，當中共4次取得殿軍。

## 世界盃成績
| 年度   | 參賽成績       | 外圍賽戰績 | 外圍賽戰績 | 外圍賽戰績 | 外圍賽戰績 | 外圍賽戰績 | 外圍賽戰績 | 決賽周戰績 | 決賽周戰績 | 決賽周戰績 | 決賽周戰績 | 決賽周戰績 | 決賽周戰績 |
| 年度   | 參賽成績       | 場數       | 勝         | 和         | 負         | 得球       | 失球       | 場數       | 勝         | 和         | 負         | 得球       | 失球       |
| ------ | -------------- | ---------- | ---------- | ---------- | ---------- | ---------- | ---------- | ---------- | ---------- | ---------- | ---------- | ---------- | ---------- |
| 1930年 | 沒有參賽       | 沒有參賽   | 沒有參賽   | 沒有參賽   | 沒有參賽   | 沒有參賽   | 沒有參賽   | 沒有參賽   | 沒有參賽   | 沒有參賽   | 沒有參賽   | 沒有參賽   | 沒有參賽   |
| 1934年 | 沒有參賽       | 沒有參賽   | 沒有參賽   | 沒有參賽   | 沒有參賽   | 沒有參賽   | 沒有參賽   | 沒有參賽   | 沒有參賽   | 沒有參賽   | 沒有參賽   | 沒有參賽   | 沒有參賽   |
| 1938年 | 沒有參賽       | 沒有參賽   | 沒有參賽   | 沒有參賽   | 沒有參賽   | 沒有參賽   | 沒有參賽   | 沒有參賽   | 沒有參賽   | 沒有參賽   | 沒有參賽   | 沒有參賽   | 沒有參賽   |
| 1950年 | 沒有參賽       | 沒有參賽   | 沒有參賽   | 沒有參賽   | 沒有參賽   | 沒有參賽   | 沒有參賽   | 沒有參賽   | 沒有參賽   | 沒有參賽   | 沒有參賽   | 沒有參賽   | 沒有參賽   |
| 1954年 | 沒有參賽       | 沒有參賽   | 沒有參賽   | 沒有參賽   | 沒有參賽   | 沒有參賽   | 沒有參賽   | 沒有參賽   | 沒有參賽   | 沒有參賽   | 沒有參賽   | 沒有參賽   | 沒有參賽   |
| 1958年 | 沒有參賽       | 沒有參賽   | 沒有參賽   | 沒有參賽   | 沒有參賽   | 沒有參賽   | 沒有參賽   | 沒有參賽   | 沒有參賽   | 沒有參賽   | 沒有參賽   | 沒有參賽   | 沒有參賽   |
| 1962年 | 沒有參賽       | 沒有參賽   | 沒有參賽   | 沒有參賽   | 沒有參賽   | 沒有參賽   | 沒有參賽   | 沒有參賽   | 沒有參賽   | 沒有參賽   | 沒有參賽   | 沒有參賽   | 沒有參賽   |
| 1966年 | 沒有參賽       | 沒有參賽   | 沒有參賽   | 沒有參賽   | 沒有參賽   | 沒有參賽   | 沒有參賽   | 沒有參賽   | 沒有參賽   | 沒有參賽   | 沒有參賽   | 沒有參賽   | 沒有參賽   |
| 1970年 | 沒有參賽       | 沒有參賽   | 沒有參賽   | 沒有參賽   | 沒有參賽   | 沒有參賽   | 沒有參賽   | 沒有參賽   | 沒有參賽   | 沒有參賽   | 沒有參賽   | 沒有參賽   | 沒有參賽   |
| 1974年 | 沒有參賽       | 沒有參賽   | 沒有參賽   | 沒有參賽   | 沒有參賽   | 沒有參賽   | 沒有參賽   | 沒有參賽   | 沒有參賽   | 沒有參賽   | 沒有參賽   | 沒有參賽   | 沒有參賽   |
| 1978年 | 沒有參賽       | 沒有參賽   | 沒有參賽   | 沒有參賽   | 沒有參賽   | 沒有參賽   | 沒有參賽   | 沒有參賽   | 沒有參賽   | 沒有參賽   | 沒有參賽   | 沒有參賽   | 沒有參賽   |
| 1982年 | 沒有參賽       | 沒有參賽   | 沒有參賽   | 沒有參賽   | 沒有參賽   | 沒有參賽   | 沒有參賽   | 沒有參賽   | 沒有參賽   | 沒有參賽   | 沒有參賽   | 沒有參賽   | 沒有參賽   |
| 1986年 | 沒有參賽       | 沒有參賽   | 沒有參賽   | 沒有參賽   | 沒有參賽   | 沒有參賽   | 沒有參賽   | 沒有參賽   | 沒有參賽   | 沒有參賽   | 沒有參賽   | 沒有參賽   | 沒有參賽   |
| 1990年 | 沒有參賽       | 沒有參賽   | 沒有參賽   | 沒有參賽   | 沒有參賽   | 沒有參賽   | 沒有參賽   | 沒有參賽   | 沒有參賽   | 沒有參賽   | 沒有參賽   | 沒有參賽   | 沒有參賽   |
| 1994年 | 外圍賽首圈出局 | 4          | 0          | 0          | 4          | 1          | 18         | -          | -          | -          | -          | -          | -          |
| 1998年 | 外圍賽首圈出局 | 2          | 0          | 1          | 1          | 2          | 3          | -          | -          | -          | -          | -          | -          |
| 2002年 | 外圍賽首圈出局 | 4          | 1          | 0          | 3          | 11         | 21         | -          | -          | -          | -          | -          | -          |
| 2006年 | 外圍賽首圈出局 | 9          | 4          | 1          | 4          | 21         | 11         | -          | -          | -          | -          | -          | -          |
| 2010年 | 外圍賽首圈出局 | 12         | 5          | 1          | 6          | 30         | 19         | -          | -          | -          | -          | -          | -          |
| 2014年 | 外圍賽首圈出局 | 3          | 1          | 0          | 2          | 8          | 9          | -          | -          | -          | -          | -          | -          |
| 2018年 | 外圍賽首圈出局 | 3          | 1          | 0          | 2          | 3          | 8          | -          | -          | -          | -          | -          | -          |
| 2022年 | 放棄參賽       | 放棄參賽   | 放棄參賽   | 放棄參賽   | 放棄參賽   | 放棄參賽   | 放棄參賽   | 放棄參賽   | 放棄參賽   | 放棄參賽   | 放棄參賽   | 放棄參賽   | 放棄參賽   |
| 合計   | 合計           | 21         | 3          | 1          | 17         | 16         | 63         | -          | -          | -          | -          | -          | -          |

## 大洋洲國家盃成績
- 1973年 – 殿軍
- 1980年 – 分組賽
- 1996年 - 外圍賽
- 1998年 – 分組賽
- 2000年 – 殿軍
- 2002年 – 殿軍
- 2004年 – 第六
- 2008年 – 殿軍
- 2012年 – 分組賽

1. ↑  . FIFA. 2024年12月19日  [2024年12月19日].
2. ↑  Elo rankings change compared to one year ago. . eloratings.net. 2025年3月7日  [2025年3月7日].